# Colmenar Viejo
Colmenar Viejo es un municipio y localidad española de la Comunidad de Madrid. El término municipal cuenta con una población de 57 029 habitantes (INE 2024).

## Toponimia
Parece ser que los orígenes del nombre de la localidad se remontan siglos atrás y con motivo de ser lugar de paso de viajeros que iban por el camino de Alcalá de Henares a Segovia, cuando un viejo apicultor empezó a ofrecer alojamiento a los viajeros, optando algunos de ellos por asentarse en la zona y dando lugar así a una aldea que tomó como nombre el de referencia para los viajeros, «el colmenar del viejo», que iría evolucionando en lo que hoy se conoce como Colmenar Viejo.[cita requerida]
| Nombre dado       | Autor del mapa                     | Fecha de publicación |
| ----------------- | ---------------------------------- | -------------------- |
| Colmenarejo       | Dominico de Rossi                  | 1696                 |
| Colmenar          | Vincenzo Maria Coronelli           | 1697                 |
| Colmenarejo       | Nicolás de Fernando                | 1706                 |
| Colmenar Viejo    | Tomás López                        | 1773                 |
| Colmenarviejo     | Gilles y Didier Robert de Vaugondy | 1776                 |
| Colmenar el Viejo | Weiland. C. F.                     | 1857                 |

## Geografía
El término municipal de Colmenar Viejo tiene una extensión de 182,6 km² y es el tercer mayor término de la provincia de Madrid, solo superado por Madrid y Aranjuez. La localidad se encuentra situada a 35,5 km por carretera de la ciudad de Madrid.
Se sitúa a los pies de la sierra de Guadarrama, en el camino entre el norte y el sur de España. La explotación tradicional del granito ha ido modificando, a lo largo de la historia, el paisaje. Ha aparecido el monte bajo y, como resultado de la explotación ganadera, principalmente vacuna y caballar, la dehesa ha ido cobrando protagonismo.
Colmenar Viejo se caracteriza, igualmente, porque gran parte de su territorio está incluido en el parque regional de la Cuenca Alta del Manzanares, por lo que algunos espacios están sometidos a un alto nivel de protección. La Dehesa de Navalvillar (1072 ha) está protegida por ordenanzas municipales; si bien no pertenece al parque, posee una gran riqueza en fauna y flora por su situación y conservación.
Limita con Madrid, Hoyo de Manzanares, Moralzarzal, Manzanares el Real, un exclave del El Boalo y otro de Becerril de la Sierra en el Parque regional de la Cuenca Alta del Manzanares, Soto del Real, Miraflores de la Sierra, Guadalix de la Sierra, Pedrezuela, San Agustín de Guadalix, Algete, San Sebastián de los Reyes y Tres Cantos. Por el sur, su límite con Madrid se encuentra sobre el monte de El Pardo y el de Tres Cantos con el Soto de Viñuelas.
Hasta el 21 de marzo de 1991, Tres Cantos pertenecía al término municipal de Colmenar Viejo.
| Noroeste: Manzanares el Real            | Norte: Soto del Real y Miraflores de la Sierra | Nordeste: Guadalix de la Sierra y Pedrezuela         |
| Oeste: El Boalo y Becerril de la Sierra |                                                | Este: San Agustín de Guadalix                        |
| Suroeste: Hoyo de Manzanares y Madrid   | Sur: Tres Cantos                               | Sureste: Madrid, San Sebastián de los Reyes y Algete |

### Relieve
No tiene grandes altitudes (el municipio se encuentra oficialmente a 883 m sobre el nivel del mar); tan solo son destacables el Pico San Pedro (1425 m) y el Cerro Longo (1087 m).

### Hidrografía
Toda la zona pertenece a la cuenca del Tajo, dividiéndose a su vez en dos: la del Manzanares y la del Jarama. El Manzanares cruza el municipio de norte a sur. En su margen derecha desembocan los arroyos de Valdeurraca, Prado Bodonal, Navahuerta, Calvache y Navasol. Por su izquierda recibe el agua de los arroyos de Navalmojón, de las Dehesas, Navallar, Navarrosillos y Cerro Negro. El arroyo más significativo es el de Tejada, que nace en las laderas del Cerro de San Pedro para incorporarse, ya en El Pardo, al Manzanares por su izquierda.

### Clima

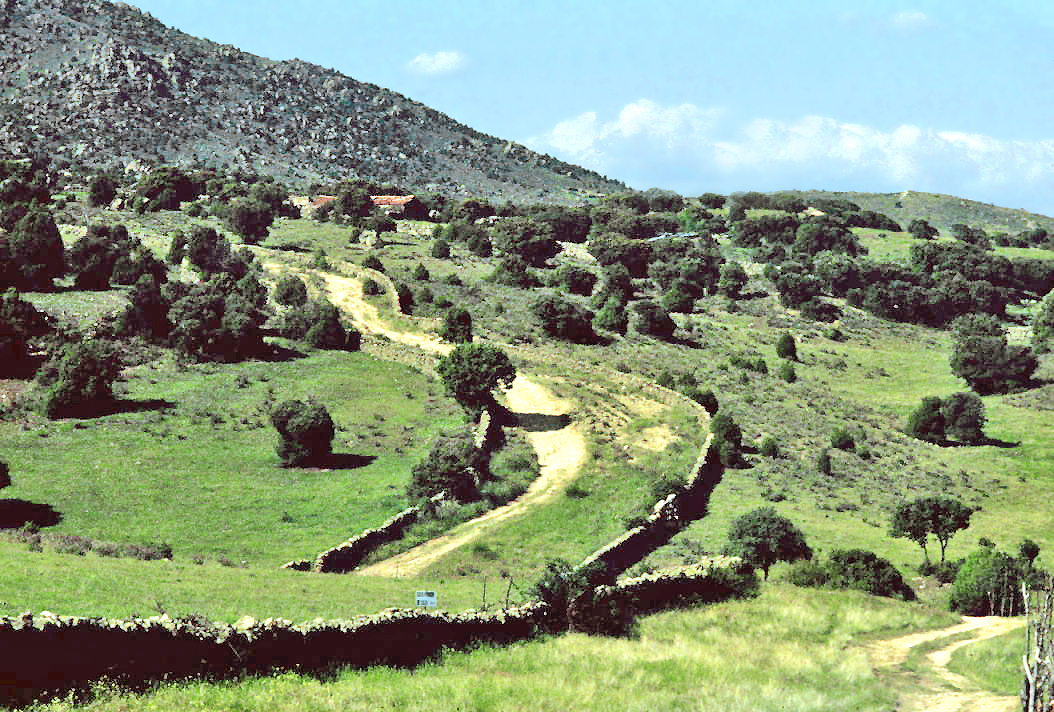
Paisaje en primavera

El municipio, enclavado en las estribaciones de la sierra de Guadarrama, de acuerdo a los criterios de la clasificación de Köppen modificada, tiene un clima que se identifica con una variedad mediterránea de tipo Csa (templado con verano seco y caluroso). La temperatura media anual se sitúa entre 13 o 14 °C (periodo de referencia: 1982-2010), siendo así más fría que la de Madrid, por estar situado al pie de la sierra de Guadarrama, a una altitud mayor.
Los inviernos son fríos, con medias en el mes más frío (enero) en torno a los 5 °C. Las heladas son frecuentes en invierno y las nevadas también suelen llegar con cierta frecuencia, debido a la altitud del municipio (883 m sobre el nivel del mar). Los veranos son menos cálidos que en Madrid, con una media en el mes más cálido (julio) de unos 22 °C, y unas máximas medias que apenas superan los 30 °C en este mes. La amplitud térmica diaria se sitúa en 9,3 °C en el observatorio de Colmenar Viejo. Por otra parte, la amplitud térmica anual es alta (de unos 19 °C).
La precipitación anual supera los 500 mm, con un mínimo marcado en verano, y siendo los meses de octubre a diciembre los más lluviosos. La humedad media a lo largo del año se sitúa en torno al 61 %, siendo mayor en las épocas frías y menor en las cálidas.
A continuación se muestran los valores climatológicos del observatorio de la AEMET situado en la Base Aérea de Colmenar Viejo, a 1004 m sobre el nivel del mar, tomando los años 1991-2020 como periodo de referencia. Nótese que la altitud del observatorio es notablemente mayor que la de la capital del municipio (en torno a 120 m). Nótese también que los valores extremos están también tomados en dicho periodo.
| Parámetros climáticos promedio de observatorio de la base aérea de Colmenar Viejo (1004 m s. n. m. ) (Periodo de referencia: 1991-2020, extremos: 1978-presente) | Parámetros climáticos promedio de observatorio de la base aérea de Colmenar Viejo (1004 m s. n. m. ) (Periodo de referencia: 1991-2020, extremos: 1978-presente) | Parámetros climáticos promedio de observatorio de la base aérea de Colmenar Viejo (1004 m s. n. m. ) (Periodo de referencia: 1991-2020, extremos: 1978-presente) | Parámetros climáticos promedio de observatorio de la base aérea de Colmenar Viejo (1004 m s. n. m. ) (Periodo de referencia: 1991-2020, extremos: 1978-presente) | Parámetros climáticos promedio de observatorio de la base aérea de Colmenar Viejo (1004 m s. n. m. ) (Periodo de referencia: 1991-2020, extremos: 1978-presente) | Parámetros climáticos promedio de observatorio de la base aérea de Colmenar Viejo (1004 m s. n. m. ) (Periodo de referencia: 1991-2020, extremos: 1978-presente) | Parámetros climáticos promedio de observatorio de la base aérea de Colmenar Viejo (1004 m s. n. m. ) (Periodo de referencia: 1991-2020, extremos: 1978-presente) | Parámetros climáticos promedio de observatorio de la base aérea de Colmenar Viejo (1004 m s. n. m. ) (Periodo de referencia: 1991-2020, extremos: 1978-presente) | Parámetros climáticos promedio de observatorio de la base aérea de Colmenar Viejo (1004 m s. n. m. ) (Periodo de referencia: 1991-2020, extremos: 1978-presente) | Parámetros climáticos promedio de observatorio de la base aérea de Colmenar Viejo (1004 m s. n. m. ) (Periodo de referencia: 1991-2020, extremos: 1978-presente) | Parámetros climáticos promedio de observatorio de la base aérea de Colmenar Viejo (1004 m s. n. m. ) (Periodo de referencia: 1991-2020, extremos: 1978-presente) | Parámetros climáticos promedio de observatorio de la base aérea de Colmenar Viejo (1004 m s. n. m. ) (Periodo de referencia: 1991-2020, extremos: 1978-presente) | Parámetros climáticos promedio de observatorio de la base aérea de Colmenar Viejo (1004 m s. n. m. ) (Periodo de referencia: 1991-2020, extremos: 1978-presente) | Parámetros climáticos promedio de observatorio de la base aérea de Colmenar Viejo (1004 m s. n. m. ) (Periodo de referencia: 1991-2020, extremos: 1978-presente) |
| Mes | Ene. | Feb. | Mar. | Abr. | May. | Jun. | Jul. | Ago. | Sep. | Oct. | Nov. | Dic. | Anual |
| --- | --- | --- | --- | --- | --- | --- | --- | --- | --- | --- | --- | --- | --- |
| Temp. máx. abs. (°C) | 20.2 | 20.3 | 25.0 | 28.4 | 32.2 | 37.0 | 38.9 | 40.0 | 36.5 | 29.0 | 22.0 | 19.5 | 40.0 |
| Temp. máx. media (°C) | 8.3 | 10.0 | 13.5 | 15.7 | 20.2 | 26.2 | 30.2 | 29.7 | 24.4 | 17.8 | 11.9 | 9.0 | 18.1 |
| Temp. media (°C) | 5.1 | 6.2 | 9.1 | 11.0 | 15.0 | 20.4 | 23.9 | 23.7 | 19.1 | 13.8 | 8.5 | 5.9 | 13.5 |
| Temp. mín. media (°C) | 1.9 | 2.4 | 4.7 | 6.2 | 9.7 | 14.5 | 17.6 | 17.6 | 13.7 | 9.6 | 5.1 | 2.8 | 8.8 |
| Temp. mín. abs. (°C) | -10.0 | -8.1 | -7.0 | -4.5 | -3.0 | 3.0 | 6.0 | 6.9 | 3.6 | 0.0 | -6.0 | -9.0 | -10.0 |
| Precipitación total (mm) | 52 | 41 | 49 | 56 | 56 | 24 | 11 | 14 | 30 | 85 | 67 | 61 | 536 |
| Días de precipitaciones (≥ 1 mm) | 6.3 | 5.4 | 6.3 | 7.5 | 7.4 | 3.3 | 1.8 | 1.8 | 4.2 | 7.9 | 7.7 | 6.8 | 66.2 |
| Días de nevadas (≥ 0.01 mm) | 3.6 | 3.7 | 1.7 | 0.6 | 0.0 | 0.0 | 0.0 | 0.0 | 0.0 | 0.1 | 0.9 | 1.3 | 12.1 |
| Horas de sol | 143 | 167 | 202 | 219 | 264 | 315 | 360 | 322 | 243 | 186 | 144 | 136 | 2740 |
| Humedad relativa (%) | 76 | 68 | 62 | 61 | 57 | 47 | 39 | 41 | 53 | 68 | 75 | 77 | 60 |
| Fuente: Agencia Estatal de Meteorología | | | | | | | | | | | | | |

A continuación algunos récords climatológicos registrados en el observatorio de la base aérea de Colmenar Viejo, tomados desde 1978, excepto el viento, que está tomado desde 1990. La temperatura máxima absoluta es de 40 °C, registrados el 12 de agosto de 1987, y la mínima de -10 °C registrada el 20 de enero de 1978. La precipitación máxima en un día es de 86,8 mm, registrada el 21 de agosto de 2003, y la máxima racha de viento de 117 km/h, registrada el 10 de abril de 1990.

### Flora y fauna

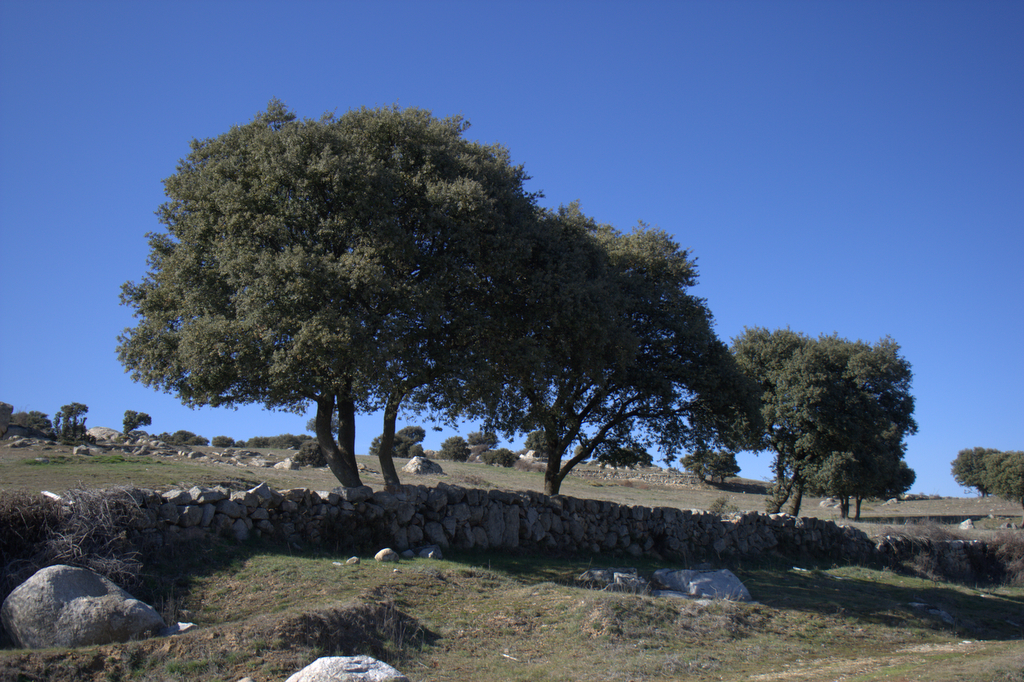
Paisaje habitual en el término municipal. El encinar con crecimiento limitado y disperso

En el paisaje colmenareño destacan y predominan los encinares de chaparros (Quercus ilex subsp. ballota, también conocida como Q. rotundifolia y Q. ballota) y en menor medida los retamares (Retama sphaerocarpa), tomillares y jarales.
Dentro de la fauna mamífera salvaje que habita en Colmenar Viejo hay que destacar la comadreja, el zorro, el tejón y el turón. En cuanto a las aves, resultan fáciles de observar: cigüeña blanca, cernícalo primilla, carbonero común, urraca, grajilla, herrerillo, jilguero, mirlo, mochuelo común, abejaruco, ruiseñor común y alcaudón. En los ríos, ánade real, gallina de agua, andarríos chico, cogujada común y lavandera. Sobrevolando el término municipal: buitre negro, buitre leonado, milano real y la espectacular águila imperial (parte de las últimas parejas reproductoras anidan en el vecino monte de El Pardo).

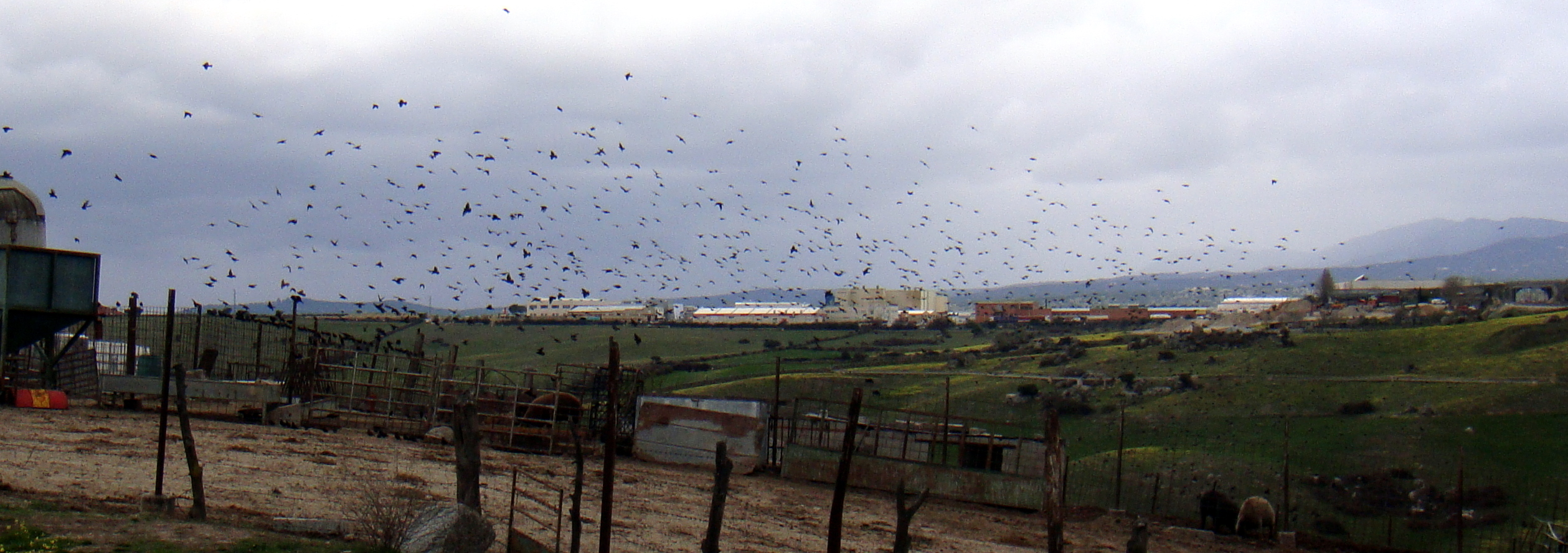
Bandada de estorninos

Grandes bandadas de estornino negro (Sturnus unicolor) sobrevuelan la villa y sus alrededores, haciendo noche en los árboles de varios parques. En las épocas de migración de aves planeadoras cruzan el término en su camino norte/sur gran cantidad de las especies europeas, que salvan el Sistema Central por el paso natural de la sierra de Guadarrama.
En las grandes dehesas del término municipal se pueden encontrar gran variedad de setas, tanto en otoño como en primavera.

## Historia

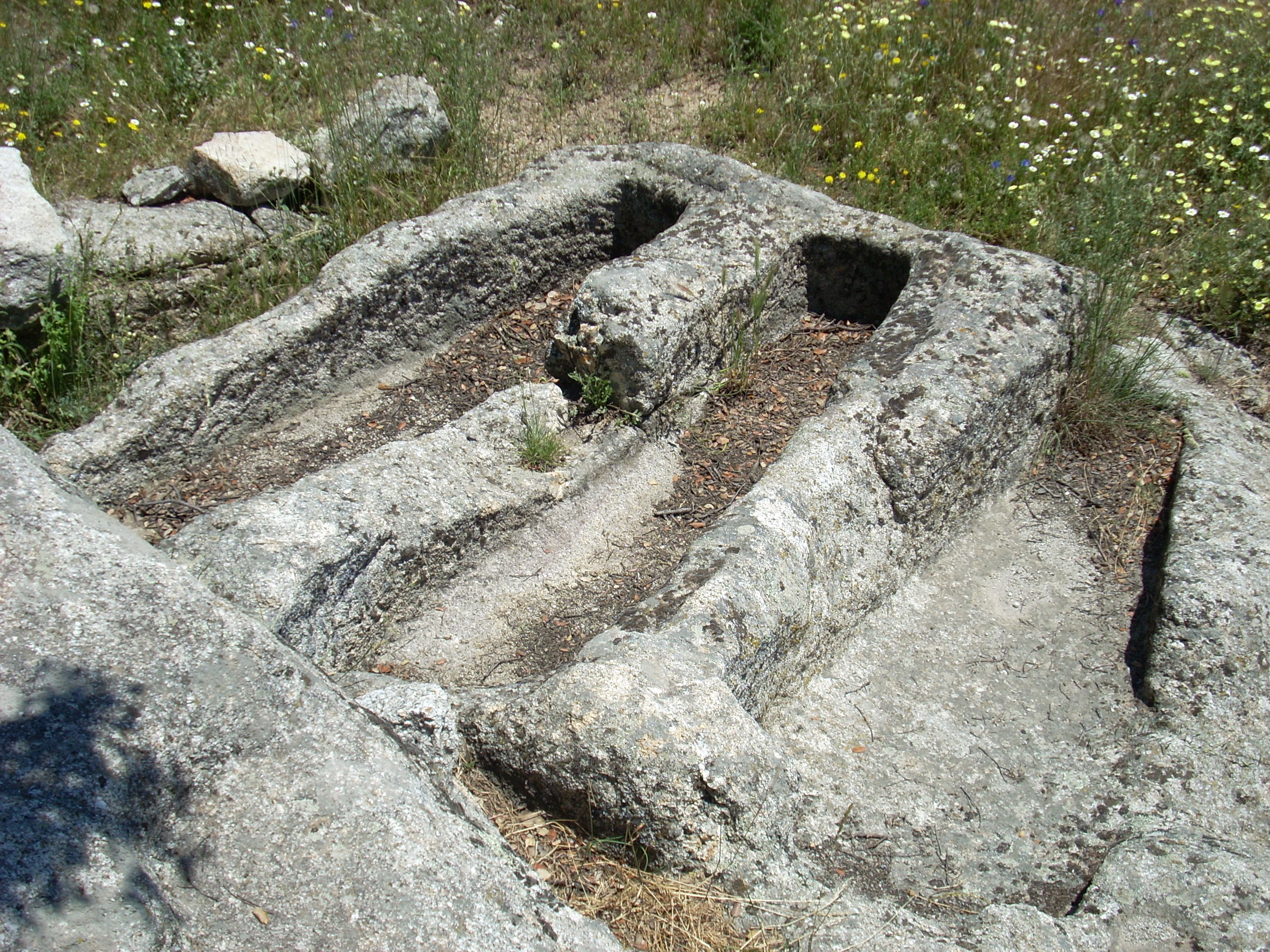
Tumbas rupestres visigóticas en Fuente del Moro

Colmenar Viejo cuenta con un importante número de yacimientos arqueológicos. Gracias a los trabajos paleontológicos realizados en la zona, se conocen las características del clima, la flora y la fauna de hace más de 100 millones de años. Del Paleolítico se han encontrado algunas piezas talladas en sílex y de la Edad de Bronce, cerámicas con incisiones en los bordes.
Sin lugar a dudas, de la época que más restos se han encontrado es del Medievo, y más concretamente del período hispano-visigodo (siglo VI-siglo VII). En Colmenar Viejo, al igual que en otros municipios de la zona, se han encontrado vestigios de varias comunidades rurales dispersas. En Navalvillar se puede observar una zona de viviendas, con una calle que delimitaba dos espacios diferenciados: uno, dedicado al hábitat familiar y otro, a los servicios. También son destacables las áreas cementeriales, siendo las más conocidas la de Remedios y la de Fuente del Moro.
El ritual de enterramiento es parecido, aunque en el caso del yacimiento de Fuente del Moro, las sepulturas excavadas en la roca conviven con las cistas, formadas con lajas de piedra donde se metían los ataúdes o parihuelas, mientras que en las excavadas en la roca se realizaban con un simple sudario. En ambos casos se han encontrado ajuares, formados por pequeñas jarritas. En el caso de las excavadas en la roca, el ajuar es tardorromano: un ungüentario de vidrio de cuerpo bulboso.
En cuanto a la necrópolis de Remedios, donde está situado el Santuario de la Patrona de Colmenar Viejo, Nuestra Señora de los Remedios, cuenta con varias sepulturas, todas excavadas en la roca, con un caso muy singular: se reutilizaba el mismo espacio para incluir dos enterramientos. El ajuar funerario hallado es muy similar al de la Fuente del Moro, destacando una jarrita decorada con dos bandas de seis líneas incisas.
Restos arqueológicos encontrados en la zona permiten confirmar la existencia de asentamientos desde el siglo VI. Tras la conquista de Madrid (Magerit), a finales del siglo XI, Alfonso VI creó un alfoz (dada la escasa población de la zona) con límites geográficos poco definidos, dependiente de la Comunidad de Ciudad y Tierra de Segovia.
Fue asentamiento de segovianos y, estos límites poco definidos, provocaron conflictos entre Segovia y Madrid durante más de un siglo hasta que Alfonso X el Sabio puso fin a estas luchas, incorporando estos lugares a la Corona. Desde entonces se denominó a este amplio territorio «el Real de Manzanares», que comprendía pueblos como Colmenar Viejo, Soto del Real, Hoyo de Manzanares, Miraflores, Navacerrada, San Agustín del Guadalix, etc.
No fue hasta un siglo más tarde cuando Juan I de Castilla adjudica definitivamente el Real de Manzanares a Pedro González de Mendoza (1340-1385). Pero sería al segundo hijo de este, Íñigo López de Mendoza (1398-1458), a quien con posterioridad se le concediera el título de Conde del Real de Manzanares. En los siglos siguientes la localidad fue aumentando de población logrando el 22 de noviembre de 1504 la segregación jurisdiccional de Manzanares y el título de Villa y pronto se convertiría en el centro económico y administrativo del señorío.

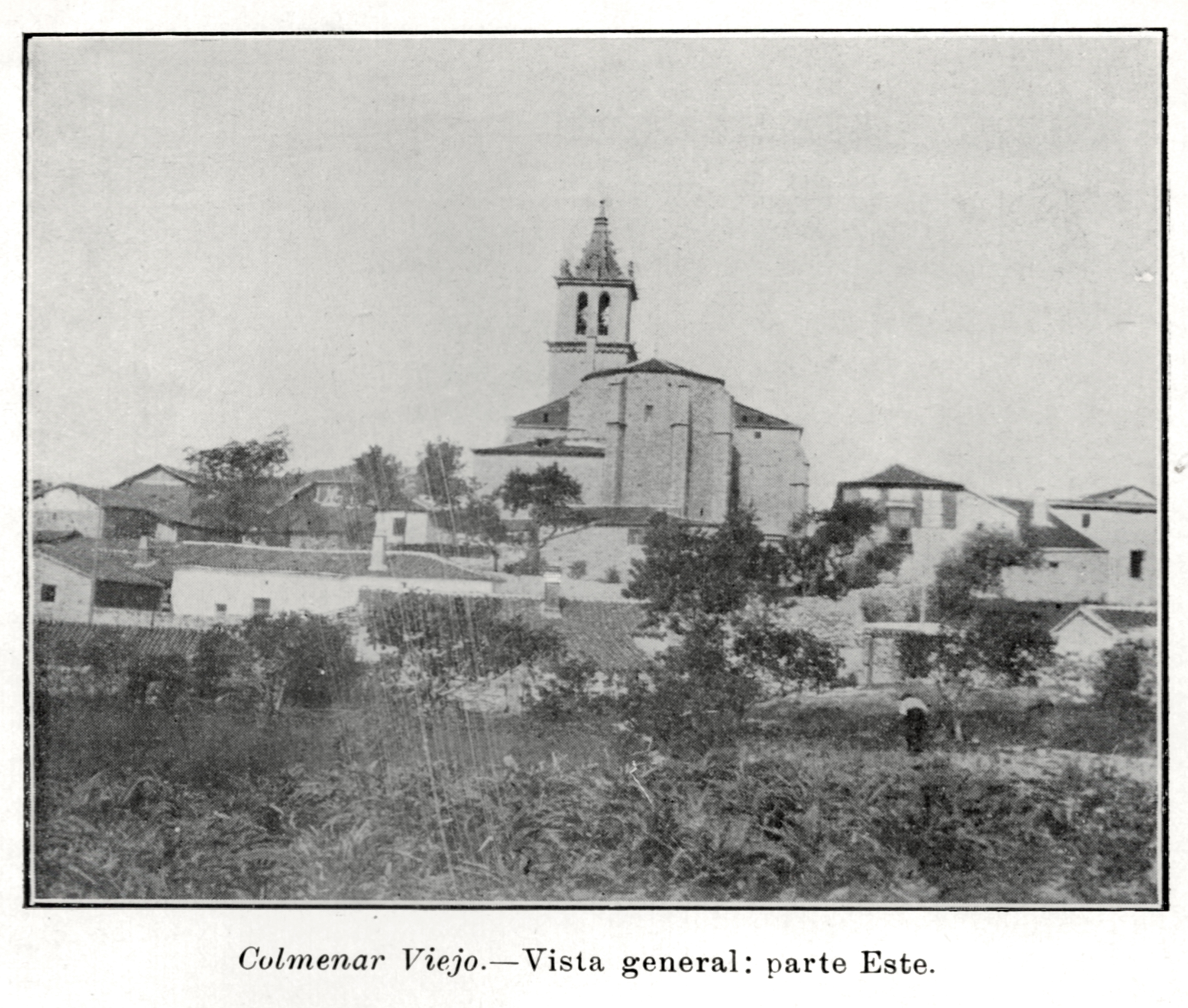
Vista de Colmenar Viejo hacia comienzos del

En el siglo XVIII tuvo colegio de latín y humanidades, cuyo sencillo edificio aún se mantiene en pie en la plaza del Maestro Almeida. Hacia mediados del siglo XIX la villa tenía contabilizada una población de 3728 habitantes. En el siglo XIX, se construyó la carretera de Fuencarral a Manzanares, en 1869 tenía correo diario y en 1888 llegó el telégrafo. De la mano de Arturo Soria se logró hacer llegar el primer convoy de Madrid a Colmenar Viejo, pasando por Chamartín, era el 30 de mayo de 1911. En 1891 se inauguró la plaza de toros en la que, el 30 de agosto de 1985, un astado de nombre Burlero, pondría fin a la vida de José Cubero, el Yiyo.
Su desarrollo continuaría con la acometida de aguas y energía eléctrica aunque la regulación del río Manzanares arruinaría los molinos y batanes que tanta importancia tuvieron para la economía colmenareña desde la Baja Edad Media. En 2008 fue seleccionado como depósito de CO2.
En 2022 comenzaba en el cementerio parroquial de la localidad la primera exhumación de víctimas civiles de la Guerra Civil en la Comunidad de Madrid durante la democracia. Se calcula en 108 —107 hombres y una mujer, 44 de ellos vecinos de Colmenar Viejo— el número de civiles ejecutados por la dictadura franquista en las tapias del cementerio en 1939, sentenciados por un tribunal militar entre abril y noviembre de ese año y enterrados en fosas comunes. Las labores de exhumación, continuadas en 2023, son realizadas por la Sociedad de Ciencias Aranzadi gracias a financiación otorgada por la Secretaría de Estado de Memoria Democrática.

## Símbolos

### Escudo
Aprobación: 14 de agosto de 1985 (B.O.C.M., de 23 de agosto de 1985).
Descripción: Partido. Primero, cuartelado en sotuer; primero y cuarto, de gules, banda de sinople perfilada de oro; segundo y tercero, "AVE MARIA" en letras de azur. Segundo, de gules, un creciente ranversado, jaquelado de oro y sable. Bordura de azur cargada de once colmenas de plata. Al timbre, Corona Ducal. En la actualidad, el azur del AVE MARIA se ha convertido en sable y el creciente ha perdido su jaquelado, quedando de plata.
Significado: La primera mitad es el escudo de armas de la familia Mendoza, la segunda el de la familia Luna. La bordura alude al nombre del municipio.

### Bandera
Muestra el escudo municipal sobre fondo uniforme de color morado.

## Demografía
| Gráfica de evolución demográfica de Colmenar Viejo entre 1842 y 2021 |
| |
| Población de derecho según los censos de población del INE Población de hecho según los censos de población del INEEn 1991 disminuye el término del municipio porque independiza a Tres Cantos |

Como se observa en la gráfica el crecimiento, hasta los años 1970, fue el habitual de una población sin grandes movimientos de emigración. A partir del censo de 1998 se puede ver observar crecimientos superiores al 3 % anual.
En la primera década del siglo XXI la villa se ha situado en una posición de crecimiento debido a los planes urbanísticos expansionistas, que absorben población, principalmente, de la capital, y la han preparado con miles de viviendas construidas con previsión de ocupación futura.

## Economía
Ganadería
Los censos agrarios realizados por el INE muestran unos resultados que indican un reparto de cabezas casi igualitario entre bovino y ovino, decantándose entre el censo de 1989 y el de 1999 hacia el bovino, como se muestra en la tabla siguiente:
| Bovinos | Ovinos | Caprinos | Porcinos | Equinos | Aves | Conejas madres |
| ------- | ------ | -------- | -------- | ------- | ---- | -------------- |
| 7722    | 602    | 134      | 118      | 167     | 30   | 1              |

Este municipio se caracteriza por tener un gran número de ganaderías de toros de lidia, incluso la considerada como la más antigua de las actuales de España. Según el tratadista e historiador Francisco López Izquierdo, el estreno en Madrid de los toros de Aleas fue el lunes 19 de mayo de 1788.[cita requerida]

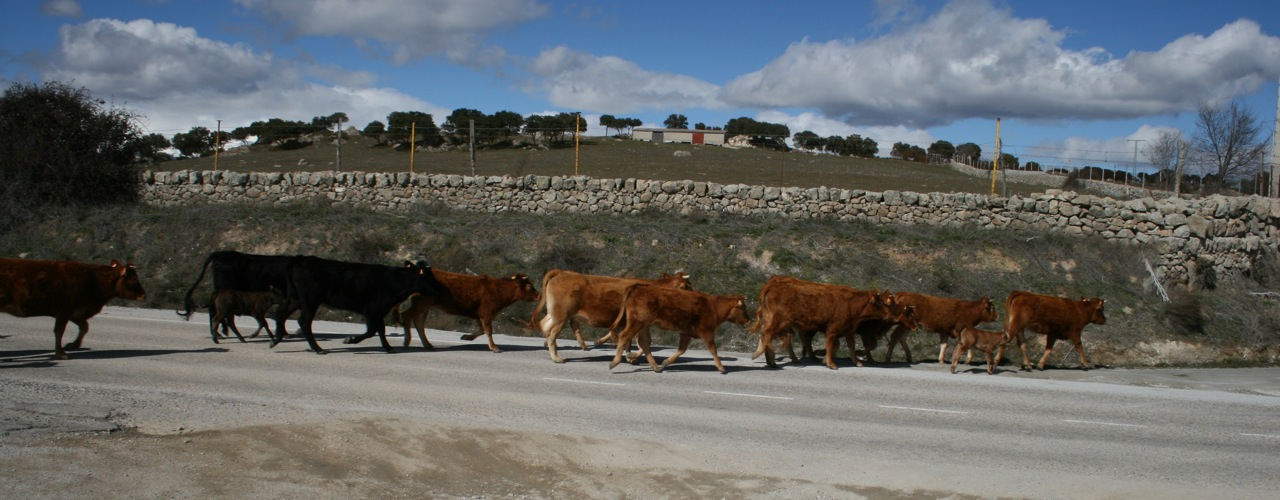
Ganado utilizando una cañada para cruzar la carretera, lo que les concede preferencia

Colmenar Viejo presenta un óvido endógeno y autóctono: la raza de oveja colmenareña, en peligro de extinción. Raza de la que en la primera década del siglo XXI no quedaban más de 10 000 ejemplares.
Parte de la cabaña bovina está dedicada a la producción de carne con ganado criado en extensión, y una parte de esa producción está bajo la Indicación Geográfica Protegida (I.G.P.): Carne de la Sierra de Guadarrama.
También se caracteriza por tener una reputada marca de leche. Se trata de La Colmenareña, que se comercializa, principalmente, en la zona norte de la Comunidad de Madrid. En el año 2000 trató con una cuota de 6,5 millones de kg.
Cantería y minería
En la Dehesa de Navalvillar se encuentra lo que fue una antigua mina de plata y cobre. El pozo maestro y túnel se encuentran inundados.
La explotación tradicional del granito, pórfido, diabasa y otras rocas en cantera a cielo abierto, ha sido uno de los medios de ingreso habituales, junto a la ganadería. Desde finales del siglo XX se explota una gran cantera/gravera que ha dado servicio a obras tan voluminosas como la línea de Alta Velocidad Española que cruza el municipio, o industrias como Tubos Colmenar. El granito de Colmenar fue afamado por haber sido utilizado en obras como la Basílica de la Asunción de Nuestra Señora del propio Colmenar Viejo, la Catedral de la Almudena de Madrid o el Valle de los Caídos.

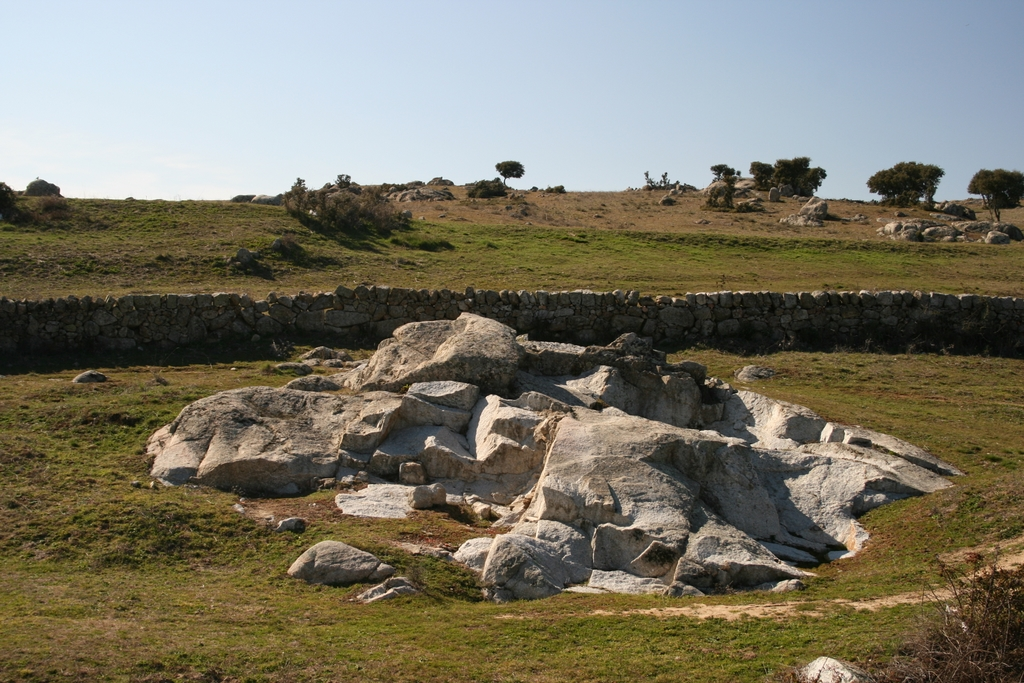
Pequeño bolo granítico explotado en las inmediaciones de la villa

La variedad más habitual son los monzogranitos de grano medio. De Colmenar Viejo, procedían los adoquines de diabasa (pórfido verde oscuro) que pavimentaron las calles de Madrid a partir del siglo XVI.
Industria
Existen dos polígonos: polígono industrial Sur y polígono industrial La Mina. En la salida de la población por la carretera M-609 se asientan las instalaciones de La Asociación de Padres de Minusválidos de Iberia (APMIB), donde se trabaja en integración, formación y deporte. La producción y empaquetado de elementos para cáterin aeronáutico se encuentran entre sus trabajos.
Cinematografía y televisión
Los Estudios Tablada de Madrid utilizaron como plató la dehesa de Navalvillar. Estos terrenos han sido usados para producciones como El Cid, Espartaco, Alejandro Magno, La muerte tenía un precio, La última aventura, El bueno, el feo y el malo y Conan el bárbaro.
La serie de Álex Pina Vis a vis también usó una nave industrial para construir su plató-cárcel desde cero.
Servicios
El Centro Agropecuario de la Comunidad de Madrid se encuentra muy cerca del casco urbano. El centro de Personas Mayores de la Comunidad de Madrid se encuentra en la entrada norte del municipio. El vertedero situado en el término municipal da cabida a sus propios residuos así como a los de Madrid y otras poblaciones circundantes. No existen cines desde los años 1990, cuando cerró el último, aunque el auditorio municipal proyecta películas de estreno algunos fines de semana.
Comercio
Las compras en Colmenar han estado basadas en el pequeño comercio desde siempre hasta la aparición de supermercados y, posteriormente, los pequeños centros comerciales en la última década del siglo XX. Actualmente la asociación de pequeños comerciantes, junto al consistorio realizan campañas para fomentar este tipo de comercio, si bien, simultáneamente, el propio Ayuntamiento ha fomentado la implantación de un centro comercial de gran tamaño en la entrada sur del municipio desde la carretera M-607. En el centro histórico se encuentra el Mercado de Abastos, realizado en piedra de Colmenar y que sobrevive con varios puestos, pescaderías y carnicerías.
Entre los centros comerciales se encuentran el centro comercial El Mirador, el primero en ser construido; el centro comercial El Portachuelo, construido en la década de 1990, y el centro comercial El Ventanal de la Sierra, abierto en octubre de 2007.

## Administración y política

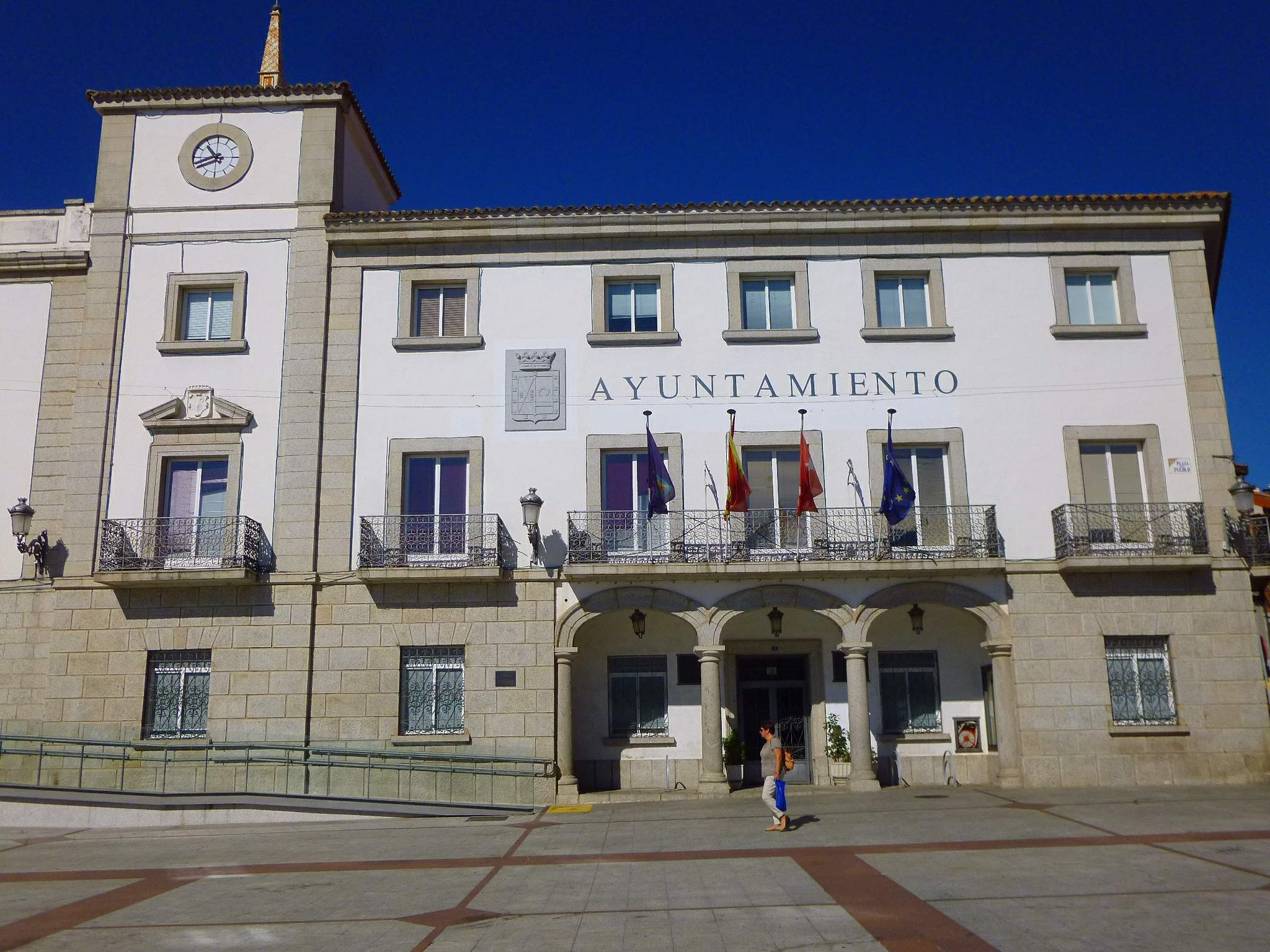
Ayuntamiento de Colmenar Viejo

El órgano de administración local es el Ayuntamiento de Colmenar Viejo. El alcalde actualmente es Carlos Blázquez Rodríguez, del Partido Popular.
| Periodo   | Nombre                        | Partido | Partido                                  |
| --------- | ----------------------------- | ------- | ---------------------------------------- |
| 1979-1987 | Armando Jusdado López         |         | Partido Socialista Obrero Español (PSOE) |
| 1987-1988 | Juan Manuel Mansilla Baudot   |         | Alianza Popular (AP)                     |
| 1988-1991 | Armando Jusdado López         |         | Partido Socialista Obrero Español (PSOE) |
| 1991-1995 | Juan Manuel Mansilla Baudot   |         | Partido Popular (PP)                     |
| 1995-2011 | José María de Federico Corral |         | Partido Popular (PP)                     |
| 2011-2016 | Miguel Ángel Santamaría Novoa |         | Partido Popular (PP)                     |
| 2016-2023 | Jorge García Díaz             |         | Partido Popular (PP)                     |
| 2023-act. | Carlos Blázquez Rodríguez     |         | Partido Popular (PP)                     |

| Partido político                         | 2023        | 2023        | 2023        | 2019                 | 2019                 | 2019                 | 2015  | 2015  | 2015       | 2011  | 2011   | 2011       | 2007  | 2007  | 2007       |
| Partido político                         | %           | Votos       | Concejales  | %                    | Votos                | Concejales           | %     | Votos | Concejales | %     | Votos  | Concejales | %     | Votos | Concejales |
| Partido Popular (PP)                     | 39,33       | 10 341      | 12          | 37,50                | 8739                 | 9                    | 38,48 | 8390  | 9          | 49,85 | 10 200 | 12         | 48,75 | 9266  | 11         |
| Partido Socialista Obrero Español (PSOE) | 18,76       | 4934        | 5           | 22,92                | 5343                 | 5                    | 15,98 | 3484  | 3          | 18,93 | 3873   | 4          | 29,48 | 5604  | 7          |
| Vox                                      | 12,42       | 3266        | 3           | 6,73                 | 1570                 | 1                    | 1,12  | 244   | 0          | —     | —      | —          | —     | —     | —          |
| Podemos-Ganemos Colmenar                 | 11,97       | 3149        | 3           | 16,78                | 3911                 | 4                    | —     | —     | —          | —     | —      | —          | —     | —     | —          |
| Más Madrid                               | 7,77        | 2045        | 2           | —                    | —                    | —                    | —     | —     | —          | —     | —      | —          | —     | —     | —          |
| Ciudadanos (CS)                          | 1,90        | 501         | 0           | 11,63                | 2712                 | 2                    | 12,48 | 2721  | 3          | —     | —      | —          | —     | —     | —          |
| Izquierda Unida-Los Verdes (IU-LV)       | Con Podemos | Con Podemos | Con Podemos | Con Ganemos Colmenar | Con Ganemos Colmenar | Con Ganemos Colmenar | 24,31 | 5300  | 5          | 14,42 | 2951   | 3          | 13,33 | 2534  | 3          |
| Unión Progreso y Democracia (UPyD)       | —           | —           | —           | 3,47                 | 810                  | 0                    | 5,20  | 1134  | 1          | 10,12 | 2071   | 2          | —     | —     | —          |

## Servicios

### Educación

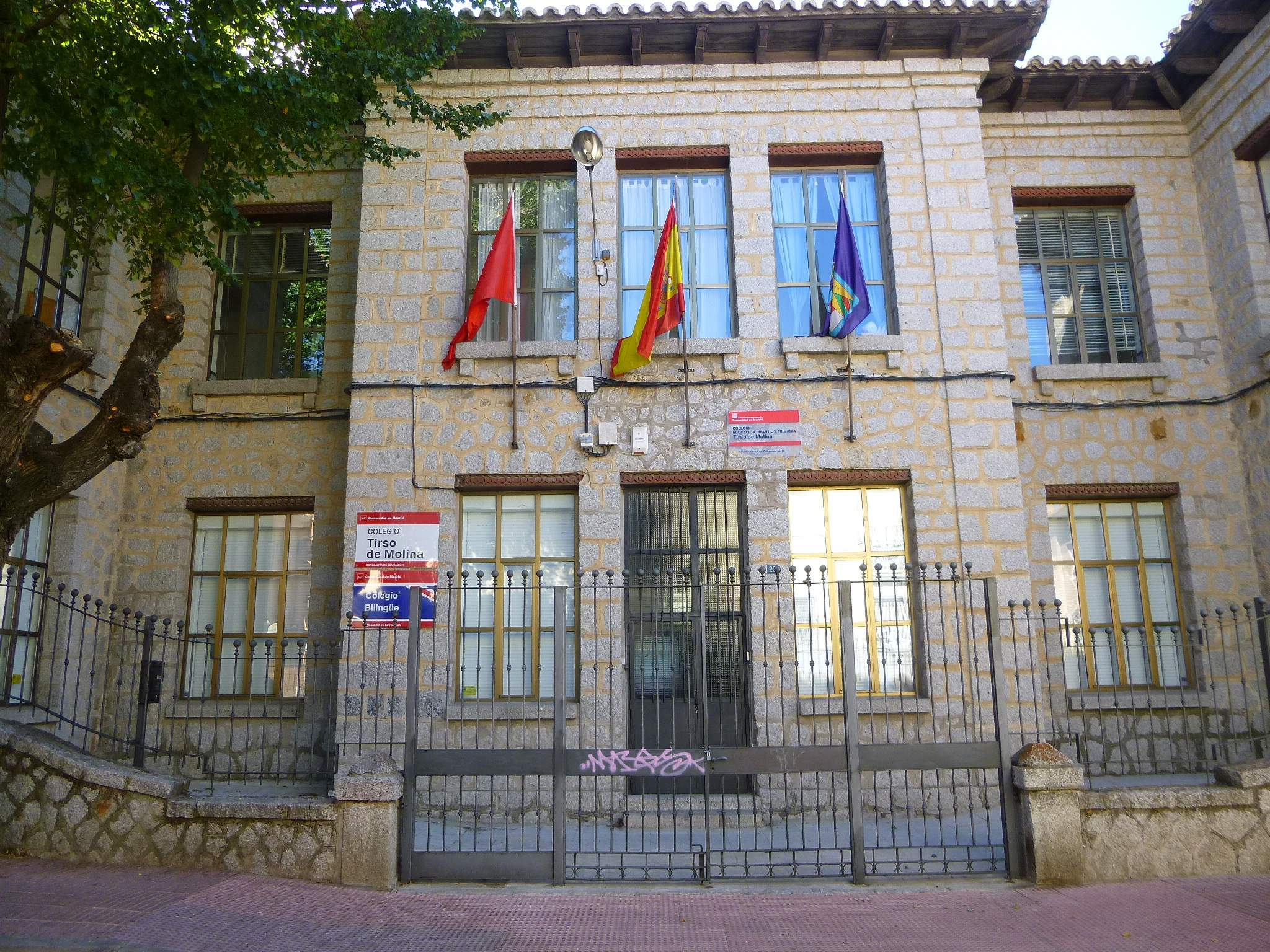
Colegio bilingüe Tirso de Molina

En Colmenar Viejo hay cuatro escuelas infantiles públicas y una casa de niños (cinco públicas y once privadas), nueve colegios públicos de educación infantil y primaria, tres institutos de educación secundaria y dos colegios privados-concertados.

### Sanidad
Dispone de dos centros de salud, uno en el norte y otro en el sur de la ciudad. Una ambulancia municipal no medicada permite traslados urgentes a la capital. Existe un puesto de la Cruz Roja atendido por voluntarios, que dispone de una ambulancia.

### Transporte

#### Carril bici

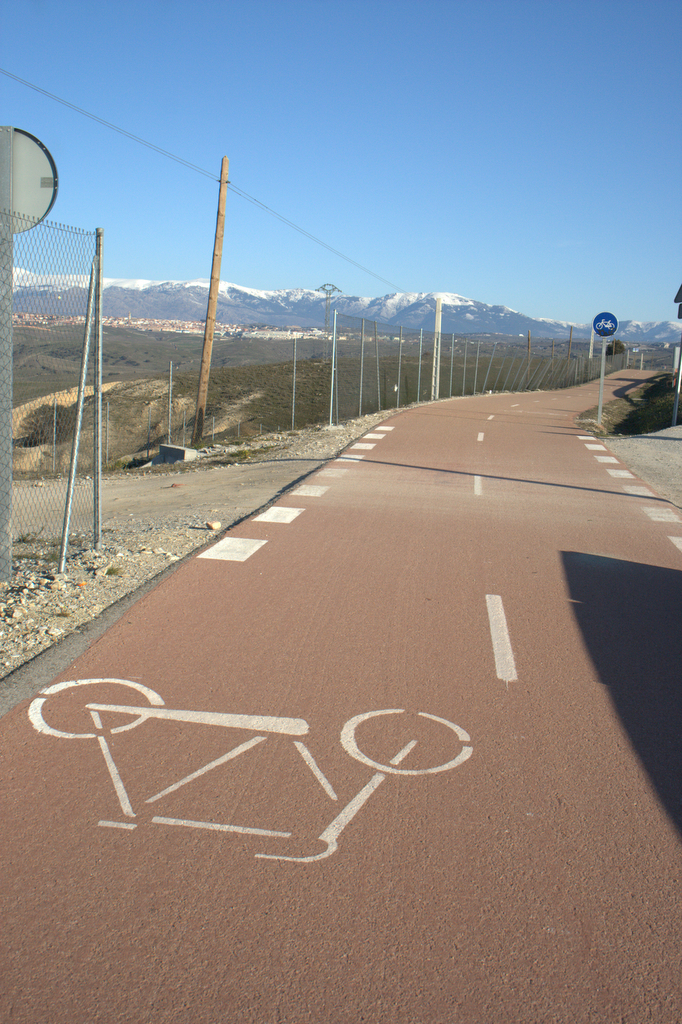
Carril bici entre Madrid y Colmenar

Existe un carril que une la sierra con Madrid capital, circulando paralelo a la M-607.
Colmenar Viejo y Soto del Real quedan comunicados por bicicleta con un carril que discurre junto a la M-609.

#### Carreteras
Las principales vías de acceso a la villa son:
| Identificador | Procedencia             | Poblaciones que atraviesa          | Destino         |
| ------------- | ----------------------- | ---------------------------------- | --------------- |
| M-607         | Madrid                  | Tres Cantos Colmenar Viejo Cerceda | Navacerrada     |
| M-609         | Colmenar Viejo          | circunvala a Soto del Real         | Cruce con M-611 |
| M-618         | Torrelodones            | Hoyo de Manzanares Colmenar Viejo  | Cruce con M-607 |
| M-625         | Colmenar Viejo          | Guadalix de la Sierra              | Cruce con M-631 |
| M-104         | San Agustín de Guadalix |                                    | Colmenar Viejo  |

Fuente: Guía Repsol (2009)

#### Autobuses
Urbanos
Dos líneas de autobuses urbanos que recorren el pueblo y conectan el casco urbano con la Estación de tren:
- 1 • Las Adelfillas – Estación FF.CC.
- 2 • FAMET /Av. Remedios – Estación FF.CC.

Interurbanos
Existen varias líneas de autobuses interurbanos que comunican Colmenar Viejo con Madrid y con los pueblos vecinos:
- 610 • Torrelodones – Hoyo de Manzanares – Colmenar Viejo
- 720 • Colmenar Viejo – Collado Villalba
- 721 • Colmenar Viejo (por la Avenida de la Libertad) – Madrid
- 722 • Colmenar Viejo (por la Ronda Oeste) – Madrid
- 723 • Colmenar Viejo – Tres Cantos
- 724 • Madrid – Manzanares el Real – El Boalo.
- 725 • Madrid – Miraflores – Bustarviejo – Valdemanco
- 726 • Madrid – Guadalix de la Sierra – Navalafuente
- 727 • Colmenar Viejo – San Agustín del Guadalix
- 728 • Colmenar Viejo - Manzanares el Real
- N702 • Madrid – Colmenar Viejo (autobús nocturno)

#### Ferrocarril

Estación de tren

Estación de Colmenar Viejo (Cercanías Madrid): trenes de la línea C4 que comunican el municipio con:
- Tres Cantos
- El Goloso
- Cantoblanco Universidad (Universidad Autónoma de Madrid)
- Estación de Madrid-Chamartín

### Instalaciones deportivas
- Polideportivo Alberto Ruiz
- Polideportivo de La Magdalena
- Pistas de tenis Fernando Colmenarejo Berrocal
- Piscinas municipales de verano
- Polideportivo municipal Martín Colmenarejo
- Complejo polideportivo Lorenzo Rico
- Piscina cubierta de Santa Teresa
- Instalaciones deportivas de la APMIB
- Complejo deportivo Juan Antonio Samaranch (inaugurado el 18 de mayo de 2010)[40]

### Infraestructuras civiles
Biblioteca municipal Pablo Ruiz Picasso.
Situada en la segunda planta del centro cultural Pablo Picasso, da servicio a la zona centro del municipio.
Biblioteca municipal Miguel de Cervantes.

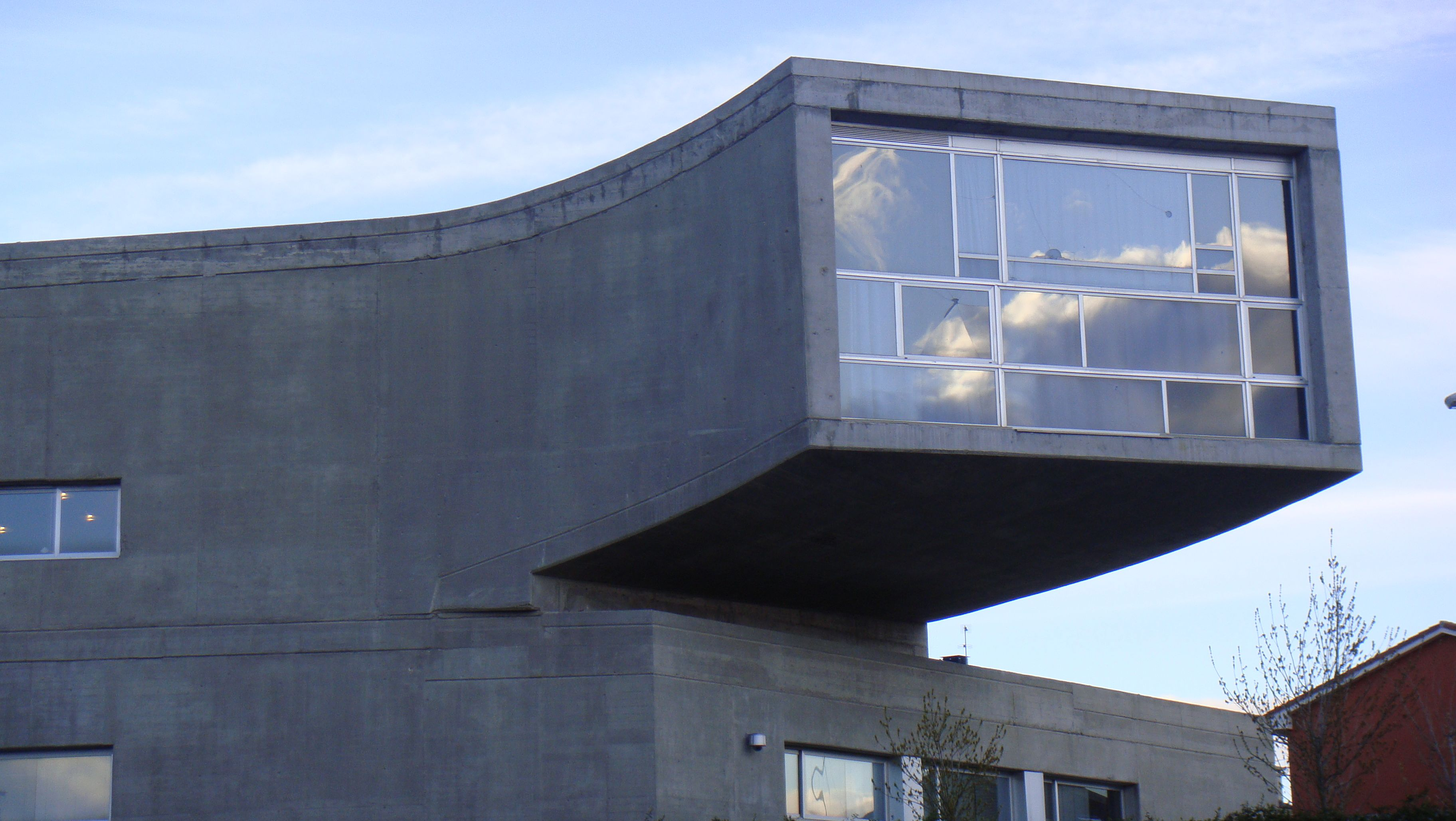
Biblioteca Miguel de Cervantes. Construida en 2006 sobre una antigua cantera

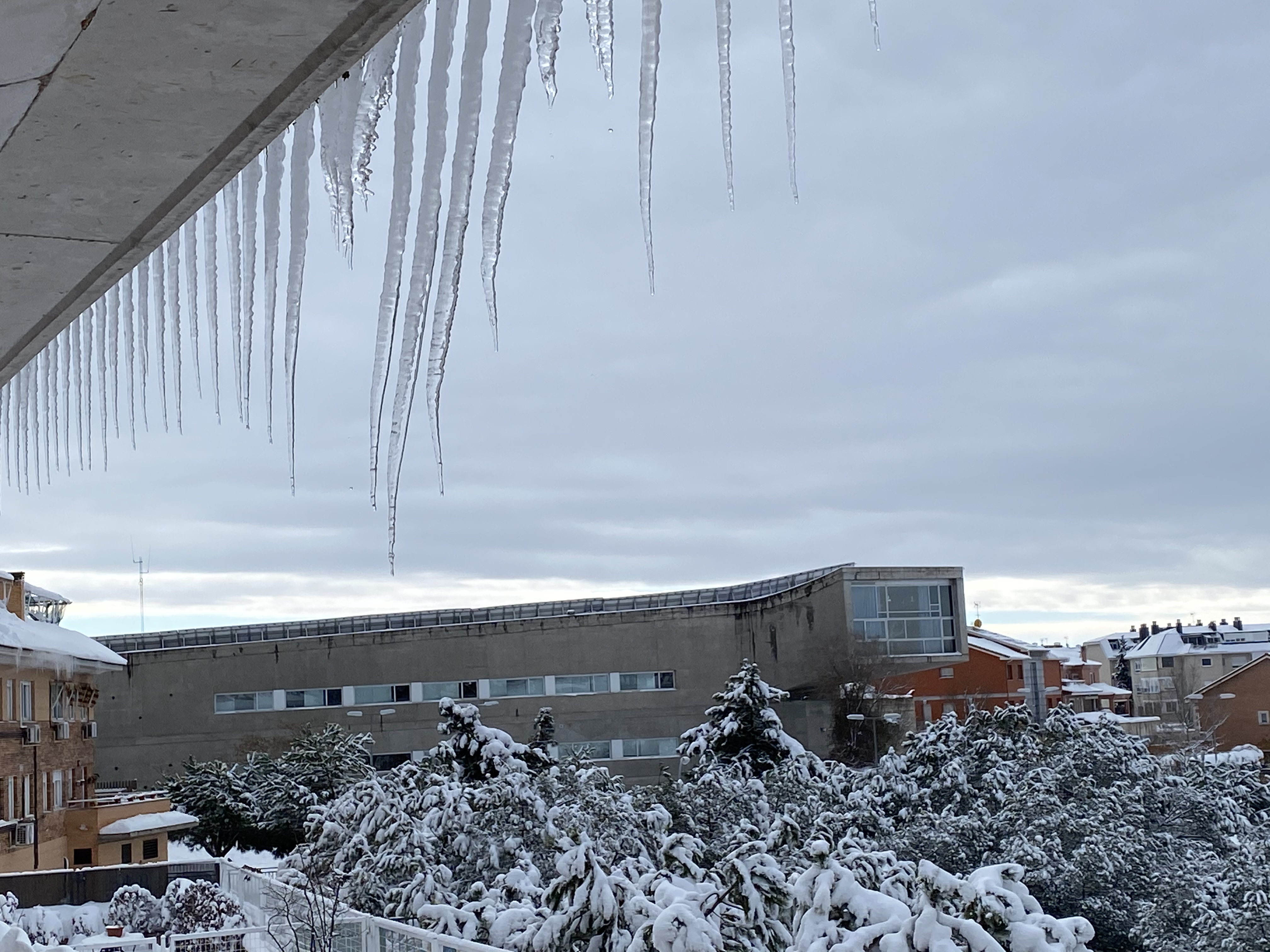
Fachada lateral norte

Se inauguró el 20 de febrero de 2006. Obra de Luis Fernando Espuelas Cid. Permite alojar hasta 46000 tomos y da cabida a 180 puestos de lectura. Su diseño atiende a la acomodación de la construcción a la antigua cantera sobre la que se erige.
Biblioteca infantil y juvenil Mario Vargas Llosa.
Auditorio Municipal Villa de Colmenar Viejo.
Obra de Luis Fernando Espuelas Cid, como la Biblioteca.
Centro Integral de Acogida de Animales de la Comunidad de Madrid.
Acoge animales de aquellos municipios que no disponen de este servicio por su tamaño.
Centro de recogida de residuos urbanos.
Aprovecha las infraestructuras del vertedero de la Comunidad de Madrid construido al principio de la década de los 90 del siglo XX.
Otros
- Casa de la Juventud
- Cementerio nuevo
- Plaza de toros
- Centro cultural Pablo Picasso
- Centro cultural Pablo Neruda
- Residencia de Personas Mayores de la Comunidad de Madrid

### Infraestructuras militares
Colmenar Viejo también cuenta con dos bases militares: las Fuerzas Aeromóviles del Ejército de Tierra o F.A.M.E.T. y la Base Logística San Pedro, que antes se conocía como el «El Cir», ya que era el Centro de Instrucción de Reclutas N.º 1.

### Hostelería
Actualmente el pueblo dispone de 72 plazas hoteleras, repartidas en tres hostales.

## Patrimonio

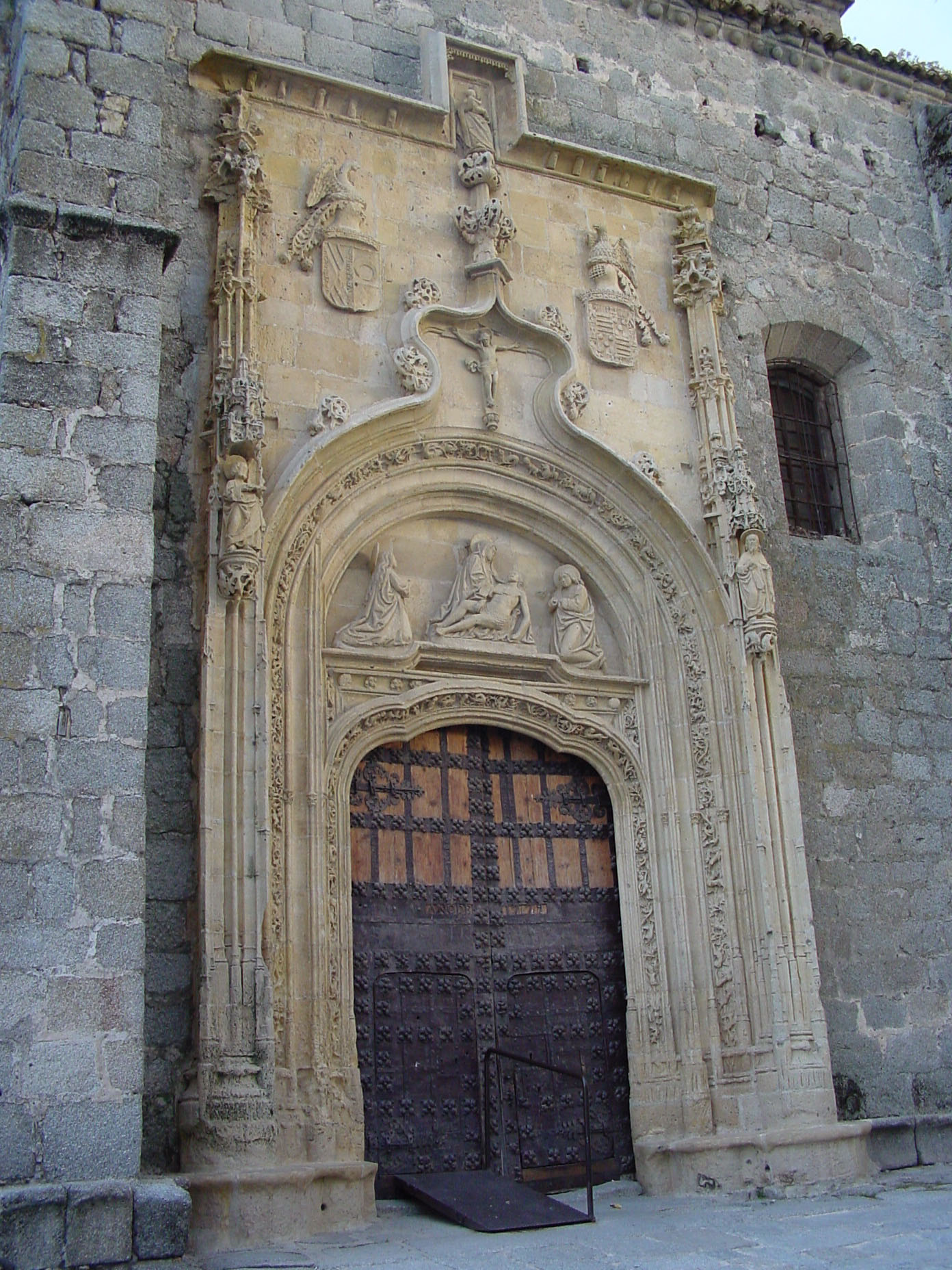
Puerta de la Basílica de la Asunción de Nuestra Señora

### Yacimientos arqueológicos de Colmenar Viejo
Los yacimientos arqueológicos de Colmenar Viejo destacan por los encontrados del Medievo, siglos VI y VII, del periodo hispano-visigodo. Dentro de esta época se catalogan Fuente del Moro, Remedios, Navalvillar y, casi con toda probabilidad, Navalahija.
Fuente del Moro y Remedios ofrecen dos completas necrópolis visigodas, de características similares en las tumbas y en los ajuares.
Navalvillar ofreció un conjunto de viviendas y construcciones de servicios, donde se encontró un dirham del 710, lo que ha hecho afirmar, a algunos expertos, que se trataría de la vivienda musulmana más antigua de la península.
El yacimiento de Navalahija se encuentra en fase de excavación, campaña de 2010, y de estudio de los objetos encontrados. Siendo un conjunto muy completo para estudiar el siglo VII, al que casi con seguridad se puede adscribir el conjunto, incluida la fragua desenterrada en 2008.
Han sido estudiados de forma profusa por el arqueólogo local Fernando Colmenarejo, que ha dado origen a gran parte de la bibliografía dedicada.

### Basílica de la Asunción de Nuestra Señora

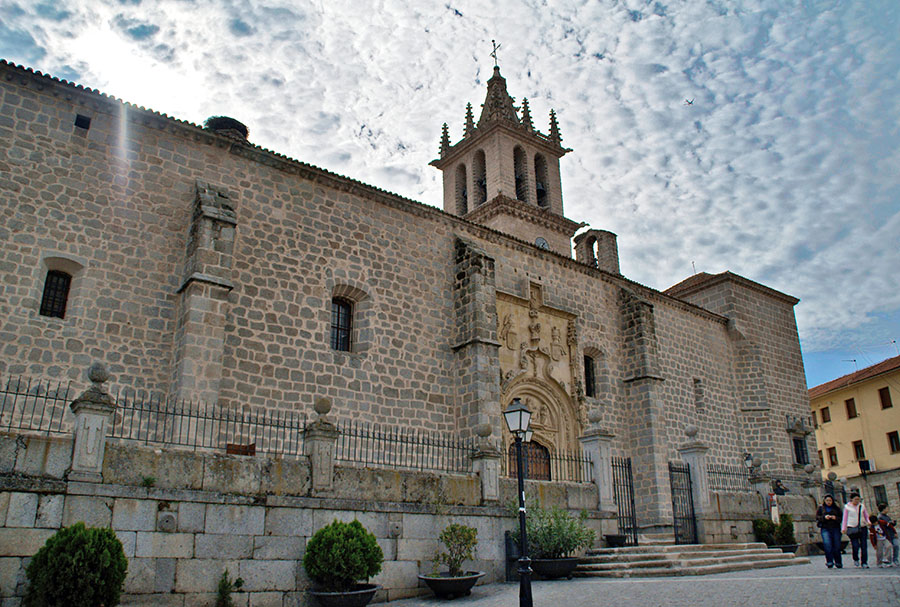
Basílica de la Asunción de Nª Sra

La Basílica de la Asunción de Nuestra Señora es un templo gótico con un impresionante campanario y un magnífico retablo mayor, datado entre 1566 y 1579, obra característica del renacimiento plateresco en madera policromada, en el que destaca la figura de la Virgen María, representándose en el centro su Asunción a los cielos.

### Ermita de Nuestra Señora de los Remedios
Se encuentra a unos cinco kilómetros del centro urbano, en la carretera que se dirige a Guadalix de la Sierra. Alberga la imagen de Nuestra Señora de los Remedios, patrona de Colmenar Viejo, que fue descubierta en 1914 durante una reforma de la anterior imagen.
La construcción actual data del siglo XIV, con una ampliación del XVII que fue reformada en el siglo posterior y varios anexos levantados en 1969. Fue en esta última cuando empezaron a aparecer restos arqueológicos visigodos en el recinto de la ermita y el terreno circundante.

### Molinos y batanes de El Grajal
Se encuentran en el río Manzanares y su datación ocupa desde, al menos, el siglo XVII, hasta el XIX.> Los molinos se dedicaban a la obtención de harina a partir de los cereales cultivados en la zona y los batanes eran, especialmente utilizados en el tratamiento de la lana de la abundante cabaña ovina. Estas actividades fueron de gran importancia en la zona hasta que la regulación del río Manzanares impidió seguir por falta de caudal. En la campaña de 2005 Fernando Colmenarejo procedió a la rehabilitación de uno de ellos. Se identificó el caz, gran cantidad de piedras de molino, algunas de ellas amortizadas, reutilizadas, en la propia construcción.

### Ermitas y capillas

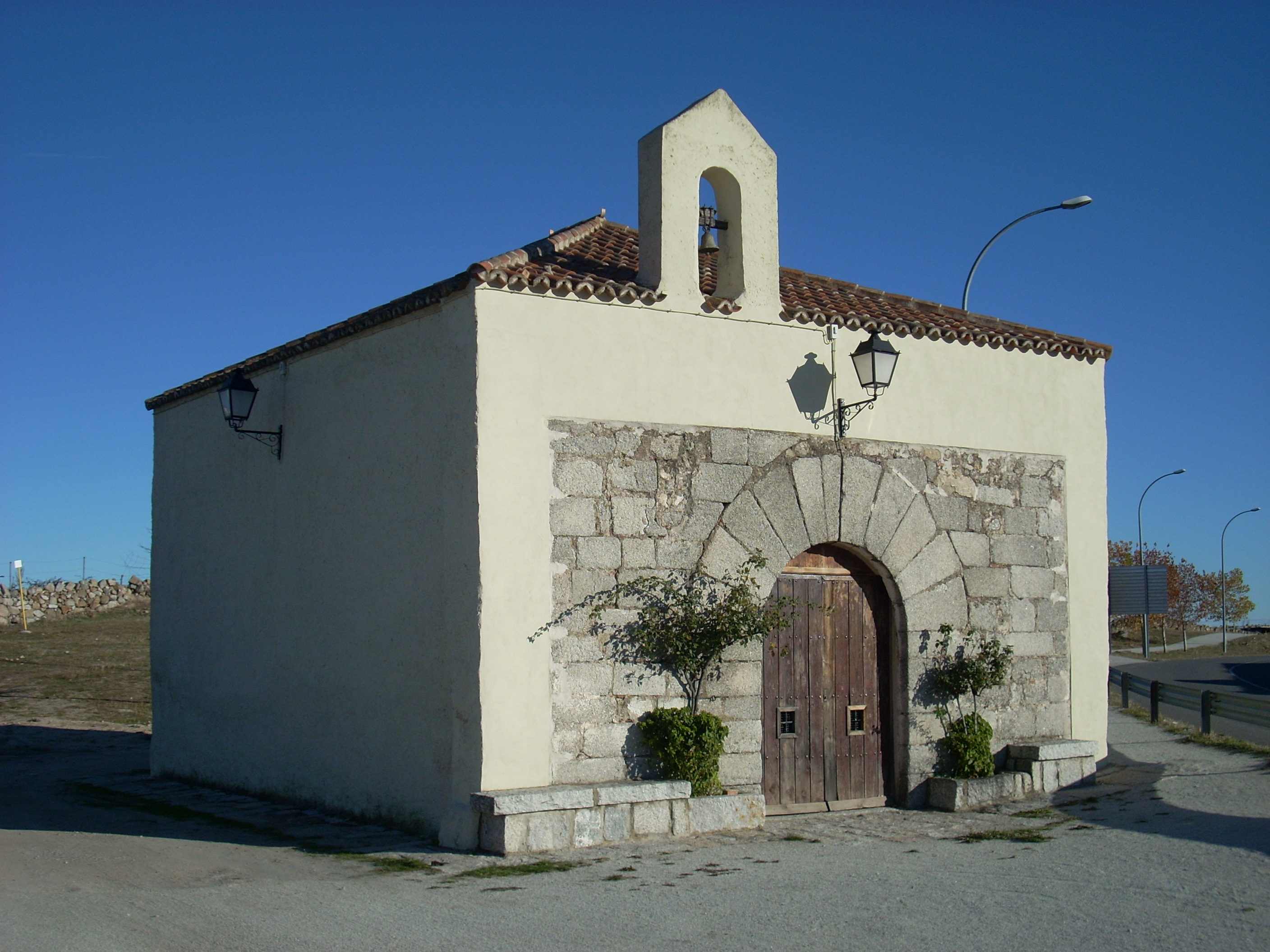
Ermita de Santa Ana

Ya existían cuatro ermitas en el siglo XV: San Bartolomé (reconvertida en Nuestra Señora de los Remedios a finales del siglo XVII), San Pedro (en el Cerro que lleva su nombre), Santa Lucía-San Andrés, situadas en un pequeño cerro donde está actualmente el depósito de agua y San Sebastián, localizada cerca de la plaza de toros.
En la actualidad se encuentran varias capillas y ermitas en el término municipal.
La ermita de Santa Ana, situada a las afueras del casco urbano (carretera de Hoyo de Manzanares), existe al menos desde el siglo XVI. Destaca de su arquitectura su puerta de entrada rematada con un arco de medio punto con grandes dovelas.
La ermita de la Soledad se encuentra, igualmente, a las afueras de la localidad. El primer cuerpo del edificio corresponde a mediados del siglo XVI, destacando una puerta monumental adaptada al tamaño de las imágenes religiosas de la época.
La capilla de San Francisco (siglo XVI), es una nave con pilastras de ladrillo y muros de sillarejo, con entrada a través de un arco escarzano. Fue construida por un alférez, regresado de Nápoles, para uso particular.
La capilla de Santa Ana (C/ Feria) fue edificada a continuación del desaparecido Hospital para Pobres, cuya monumental entrada está actualmente delante de la ermita de Nuestra Señora de los Remedios. La actual puerta de la capilla se abre con un arco de medio punto de gran dovelaje y enmarcado por un alfiz con ménsulas que se quiebra en el lugar donde está tallada una pequeña escultura, en la parte superior, representando a Santa Ana, la Virgen y el Niño. El interior se abre con un patio interior y, a su izquierda, con la capilla de forma cuadrangular con techumbre de madera de estilo mudéjar y decoraciones de época renacentista. Hasta aquí se traslada los viernes de las fiestas patronales la imagen de Nuestra Señora de los Remedios.

### Puentes sobre el río Manzanares
Puente del Batán

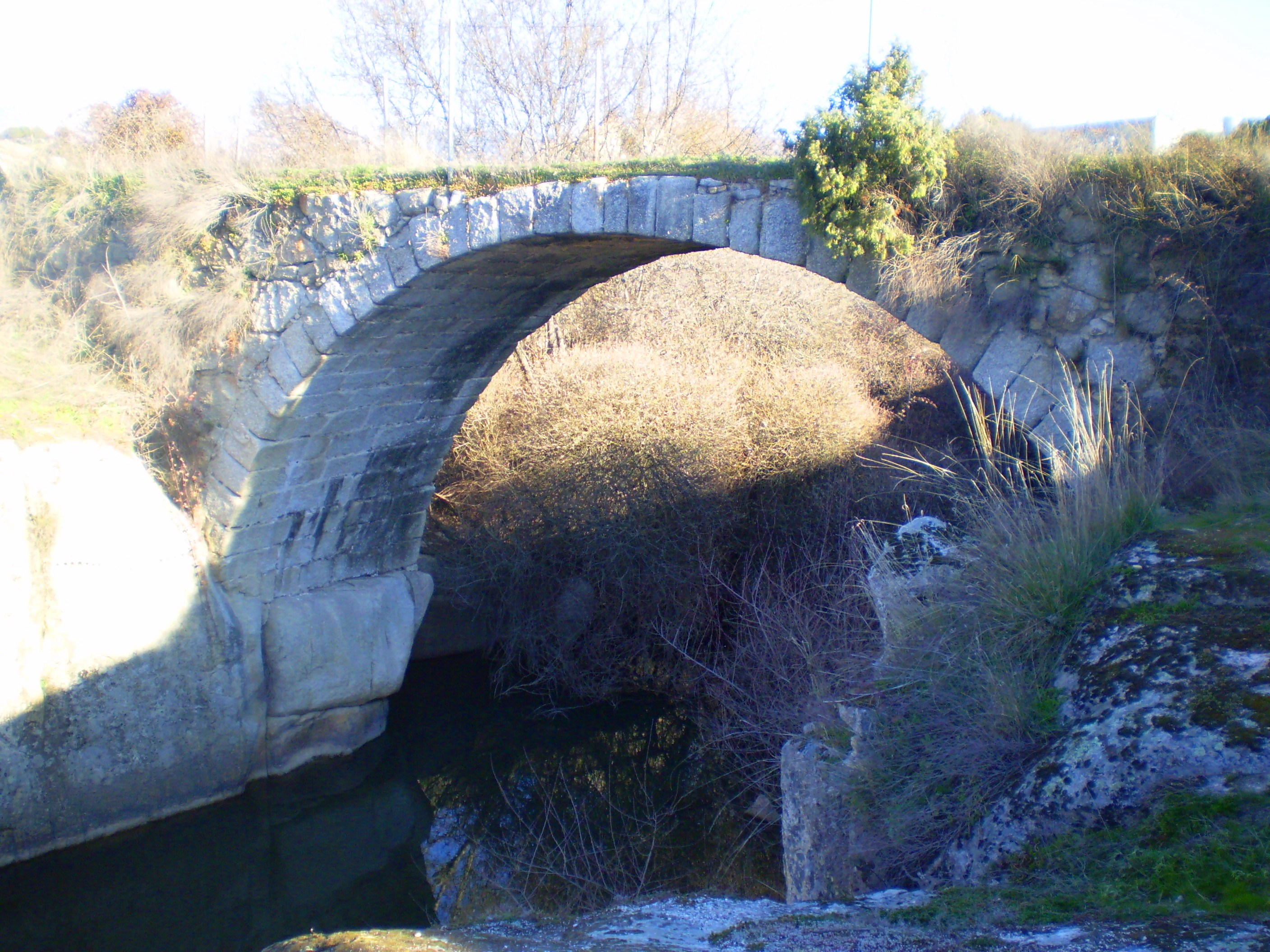
Puente del Batán, río Manzanares

A pesar de que la tradición le atribuye un origen romano, el puente fue erigido en la Edad Media. Toma su nombre de un antiguo batán existente aguas arriba, si bien en el siglo XVI comenzó a ser conocido también como Puente Nuevo. Es probable que recibiera esta denominación después de alguna remodelación, tras una posible riada.

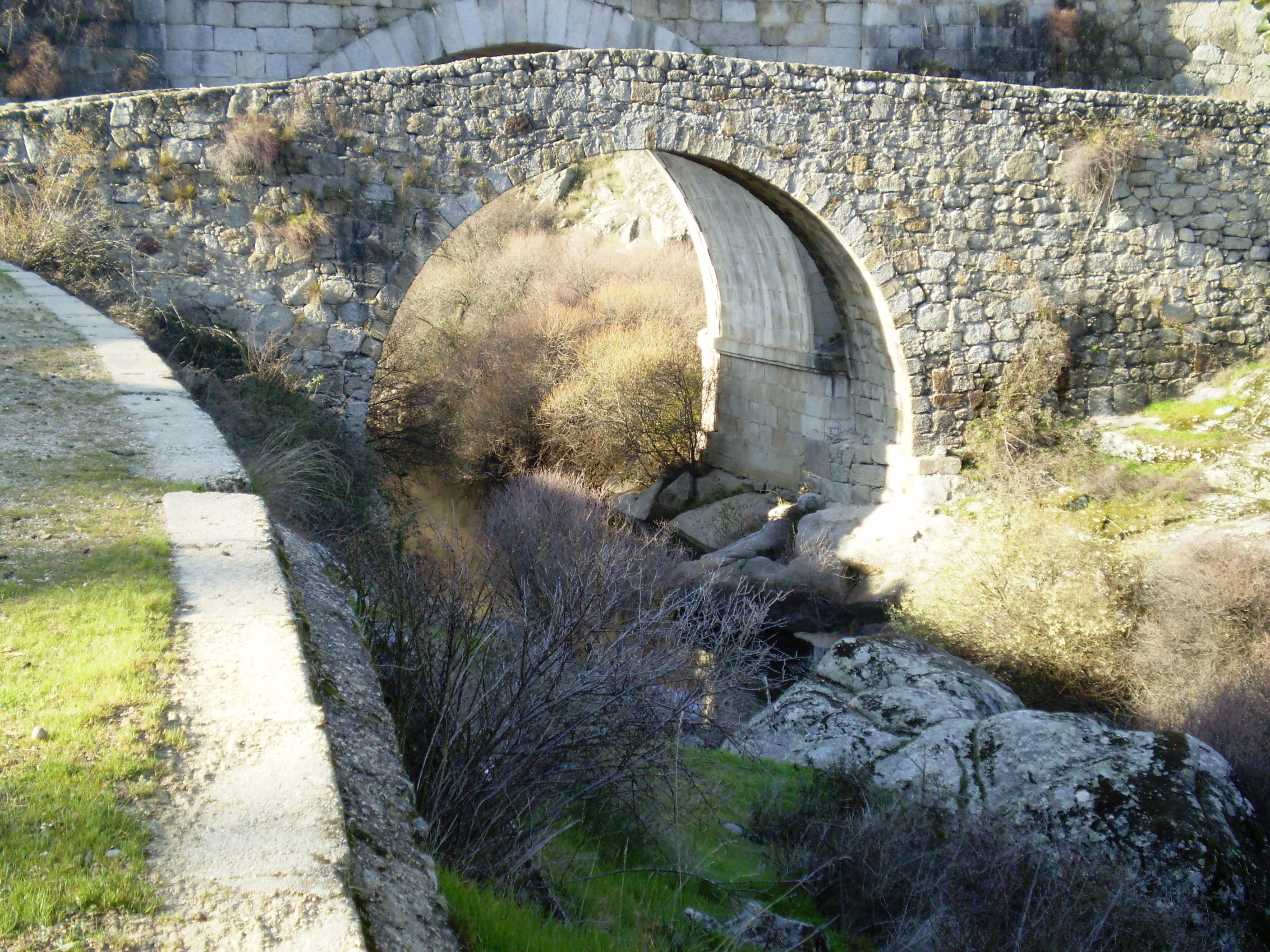
Puente del Grajal
Se alza sobre el curso alto del río Manzanares, junto a la carretera M-618, que enlaza la citada localidad con Hoyo de Manzanares y Torrelodones. Fue levantado en la Edad Media, durante la dominación musulmana de la península ibérica. Está incluido dentro del parque regional de la Cuenca Alta del Manzanares, figura legal que protege su entorno.

### Seminario
Según Asenjo (Asenjo:1996: 186 y ss.) el antiguo seminario fue fundado en 1622, donde se impartían clases de Latín y Humanidades. Según otras fuentes se funda en el siglo XVIII. En el siglo XIX seguía activo impartiendo clases a cargo de un catedrático y asistían, al menos, 17 residentes y 30 externos.

## Cultura

### Museo de Arte Sacro
Se encuentra en la Basílica y fue inaugurado en julio de 2009.
Ocupa el coro alto y las salas de la torre de la iglesia y muestra piezas religiosas de todas las épocas y parte de los elementos visigodos encontrados en la reforma de la ermita de Remedios de 1969.

### Museo geológico al aire libre
El museo geológico al aire libre de Colmenar Viejo, de acceso gratuito, tiene una planta triangular y consta de 35 hitos o peanas de cemento, sobre las que permanecen depositados fragmentos megalíticos de una variedad y de una textura pétrea 'verdaderamente excepcional', asegura Javier García Guinea, investigador del CSIC y experto en piedras preciosas.
Fragua (2001)

### Museo y parque Ciclópeo

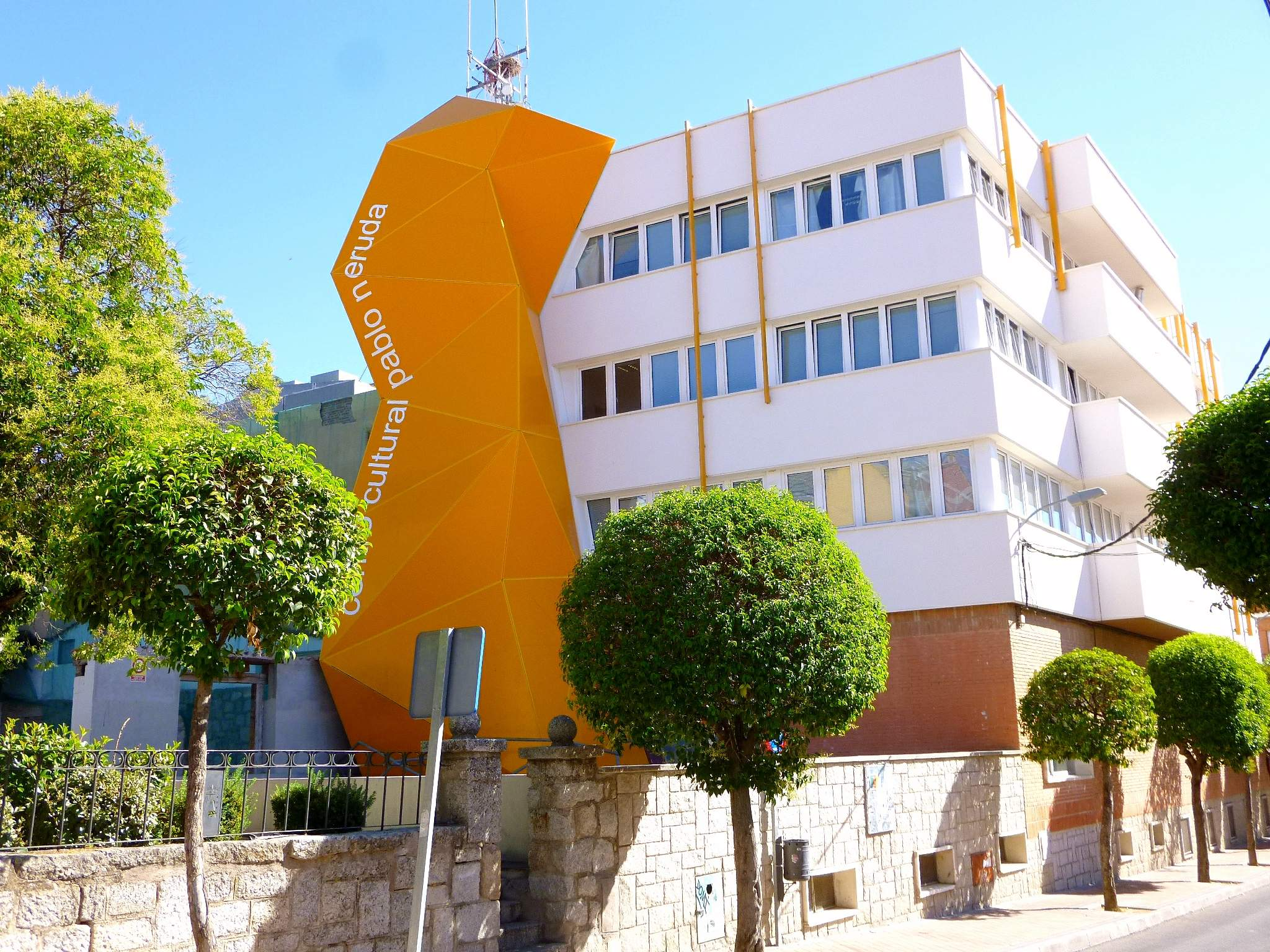
Centro cultural Pablo Neruda

Museo Ciclópeo o Geológico, en el que se disponen más de ochenta rocas de diferente origen geológico
que están acompañadas de carteles identificativos y explicativos elaborados por expertos del Consejo Superior de Investigaciones Científicas (CSIC). El conjunto se completa con un parque infantil y la zona ornamental.

### Casa Museo de la Villa
Es un conjunto compuesto por una bodega, un lagar y la Casa propiamente dicha que alberga el Museo de la Villa.

### Fiestas
La Vaquilla
Cada 2 de febrero en caso de ser sábado, o último sábado de enero en caso de que el 2 de febrero no sea sábado, se celebra esta fiesta declarada de Interés Turístico y Fiesta de Interés Turístico de la Comunidad de Madrid. Cada grupo, vestido con vivos colores, conducen a su "vaquilla" chasqueando las ondas, en esta representación de las tradiciones ganaderas de Colmenar Viejo. Esta fiesta fue trasladada al último fin de semana de enero por votación popular.
La Maya
La fiesta de «La Maya», el 2 de mayo (Fiesta de interés turístico de la Comunidad de Madrid) tiene una gran tradición en la historia de Colmenar Viejo, gira en torno a las niñas y las flores y da la bienvenida a la primavera.
Fiestas patronales
Las Fiestas Patronales en honor de Nuestra Señora de los Remedios se celebran la última semana de agosto que tenga domingo. El viernes por la tarde, la imagen de la Virgen es trasladada en romería desde la Ermita por los feligreses hasta la Capilla de Santa Ana y, al día siguiente, a la Basílica de la Asunción de Ntra. Sra. El martes, vuelve a la ermita.
Durante esos días se celebran importantes corridas y otros festejos taurinos en la plaza de toros. Se trata de los pocos días que se usa la plaza, ya que a pesar del gran desembolso que se hizo, no llegó a cubrirse. El matador de toros José Cubero «Yiyo» murió aquí en 1985. A las 8 de la mañana se sueltan vaquillas para aficionados en la plaza de toros.
También se celebra el concurso de los canteros, que es organizado por la Asociación de canteros de Colmenar. Rememora la importancia que tuvieron las canteras y la piedra en el pueblo.
Día de Colmenar Viejo
El día 22 de noviembre se celebra el día en que Colmenar pasó de ser un pueblo a ser una villa.
El juego de la taba.
El juego de la taba ocupa los bares de Colmenar Viejo dos días al año, el día de Santa Lucía y el de San Andrés.
Carnaval (o Carnaval de Invierno)
Es una celebración que se realiza antes del inicio de la Cuaresma cristiana, iniciada el fin de semana de antes del Miércoles de Ceniza (cuya fecha es variable entre febrero y marzo según el año). En Colmenar Viejo se inicia con un desfile de disfraces que comienza a las 18:00 h. de la tarde en el campo de fútbol de las Vegas y llega hasta la plaza del Ayuntamiento. En el desfile pueden participar tanto los habitantes como los visitantes (en su mayoría jóvenes), y suele ir acompañado de charangas y altavoces con música que van animando a la gente hasta llegar a la plaza. Ya en la plaza está instalado un escenario con cantantes o Djs que animan la fiesta hasta la madrugada.
Carnaval de Verano
Es la misma celebración que el Carnaval de Invierno pero realizada en el segundo fin de semana de julio. Esta celebración se comenzó a realizar en el 2013 a petición de los habitantes de Colmenar Viejo, debido a que en muchas ocasiones la celebración del Carnaval de Invierno se veía afectada por el mal tiempo, por las lluvias, la nieve o las frías temperaturas. Esta celebración tuvo tanto éxito que se repitió en los años siguientes hasta la actualidad. La única diferencia con el Carnaval de Invierno es que empieza dos horas más tarde, a las 20:00 h. de la tarde. Empieza en el mismo lugar, en el campo de fútbol de las Vegas y llega hasta la plaza del Ayuntamiento, donde espera un escenario con cantantes o Djs.

### Eventos culturales
Auto de los Reyes Magos
Desde el año 2001, el Auto de los Reyes Magos es representado en la Basílica de la Asunción de Nuestra Señora con el cartel de varios artistas del teatro nacional y jóvenes colmenareños. Dirigido por Jack Taylor y por Víctor Matellano, esta representación narra cómo los ángeles avisan a los pastores del nacimiento de Jesucristo, cómo los Reyes Magos ven la estrella y van a adorar al niño, cómo se encuentran cerca de la ciudad de Jerusalén, cómo se encuentran con el Rey Herodes y cuándo entregan los regalos al niño Jesús.
Actores como Saturnino García (Melchor), José Lifante (Gaspar), Alito Rodgers (Baltasar), Francisco Maestre (Herodes), Txema Blasco (Gaspar y Sabio de Herodes), Pilar Velázquez (Gran Dama) han participado en esta obra escrita en torno al siglo XII.
Representación de la Pasión
Desde el año 2004 tiene lugar la representación de la Pasión de Cristo, protagonizado por los propios vecinos del municipio. Se compone de varios cuadros estáticos ubicados en el núcleo central del pueblo, coincidiendo con la Semana Santa.

### Música

#### Escuela municipal de música de Colmenar Viejo
La escuela Municipal de música de Colmenar Viejo depende de la concejalía de Educación del Ayuntamiento de Colmenar Viejo.
Se encuentra ubicada en el CEIP Isabel La Católica, cerca de la basílica de la Asunción de Nuestra Señora y de la plaza del pueblo.

#### Banda sinfónica de Colmenar Viejo
La banda sinfónica de Colmenar Viejo fue fundada en 1987 bajo el nombre de asociación cultural banda de música de Colmenar Viejo. Quince años después, cuando se incorporó por primera vez un instrumento de cuerda a la misma, su nombre pasó automáticamente a llamarse banda sinfónica de Colmenar Viejo. Consta de un total de setenta músicos y más de cien alumnos estudiando en su propia academia, a cargo de más de quince profesores, de la Joven Sinfónica y la Banda Infantil, para el aprendizaje de la música en conjunto. Desde 2015 y en el seno de la asociación, se creó la ColmeJazz Big Band, un grupo heterogéneo de músicos con una pasión en común: el jazz, la música moderna y el swing de los años 20.
Cada año, la banda sinfónica de Colmenar Viejo organiza el último sábado del mes de marzo el festival de bandas de música Maestro José Guillén, en el que participa una de la Comunidad de Madrid, otra de la geografía española y la propia de Colmenar, además durante los meses de mayo y junio organiza también el «Ciclo de las Plazuelas» (tanto el Festival como el Ciclo es organizado conjuntamente con el Excmo. Ayuntamiento de Colmenar Viejo).

#### Coral de Colmenar Viejo
En los años cincuenta del siglo XX, existían un coro de voces femeninas y otro de voces masculinas. En 1959, ambos coros se fusionaron formando la Coral de Colmenar Viejo, entonces dirigida por D. Miguel Corral Aragón. Este coro ha participado en numerosos actos religiosos, culturales tanto en Colmenar Viejo como en otros puntos de la geografía española. En 2005, por el fallecimiento de D. Miguel Corral, una asturiana, María Paz Alonso-Vega Fernández, tomó la dirección. En 2010 estaba formada por 60 componentes.

### Asociaciones
- Asociación cultural Pico San Pedro
- Asociación de canteros de Colmenar
- Asociación taurina cultural Tierra de Toros
- Asociación caminera deportiva y cultural Conocer Colmenar Caminando
- Club Atletismo Colmenar Viejo

### Medios de comunicación

#### Periódicos
- El Nuevo Imparcial del siglo XXI, prensa papel
- Sierra Norte
- M-607, información y Comunicación: Noticias de Colmenar Viejo y Tres Cantos. Papel y online
- La Nueva Guía: noticias de Tres Cantos, Manzanares el Real y Colmenar Viejo. Papel y online
- La Comarca: publicación independiente de Colmenar Viejo y su Comarca. Papel y online
- Prensa de la Comarca: publicación independiente de Colmenar Viejo y su Comarca. Papel y online

#### Periódicos en línea
- www.noticiasmadridnorte.com: actualidad de Colmenar Viejo y del norte de la Comunidad de Madrid
- EnColmenarViejo.es: noticias, empresas, anuncios, foros
- ColmenarViejo.biz: noticias, historia, opinión
- diariocolmenar.com: noticias, historia, actualidad, agenda

#### Radiodifusión
- Radio Municipal Colmenar Viejo, inactiva de momento emite en transmisión simultánea Onda Cero Sierra, 103.3 FM
- Onda Cero Sierra, 106.6 FM 108 MHz FM
- Onda Cero Radio / Madrid Norte - Colmenar Viejo, 100.1 MHz FM
- Onda Sierra Marca, Colmenar Viejo. 107.1 MHz FM
- Cadena SER Sierra Norte, 89.6 MHz FM. También en línea en SERMadridNorte

#### Televisión
- Televisión vía internet del Ayuntamiento de Colmenar Viejo

## Ciudades hermanadas
- Colleferro (Italia)
- Suresnes (Francia)
- Burlada (Navarra)